# 12790 Сернан
12790 Сернан (12790 Cernan) — астероїд головного поясу, відкритий 24 жовтня 1995 року.
Тіссеранів параметр щодо Юпітера — 3,521.